# 15 cm sFH 18
Il 15 cm sFH 18 è stato un obice campale in dotazione ai reggimenti d'artiglieria della Wehrmacht durante la seconda guerra mondiale.
La sua origine ebbe luogo in modo assai originale. La Krupp e la Rheinmetall-Borsig erano le principali produttrici di artiglierie tedesche dall'inizio del XX secolo. Negli anni venti si dedicarono allo sviluppo di una nuova generazione di armi, mentre il piccolo esercito tedesco non poteva al momento assorbirne un elevato quantitativo.
Per far sì che le armi adottate fossero sempre le migliori possibili, le forze armate tedesche furono abbastanza scaltre da invitare sempre entrambe ai concorsi per i nuovi cannoni e obici. Così, quando si trattò di scegliere un nuovo obice divisionale, dotato di maggiore gittata rispetto a quelli della Prima guerra mondiale, vennero presentati progetti validi da parte di entrambe le ditte. Si trattava di uno dei più importanti programmi di riequipaggiamento per le forze armate tedesche, e alla fine gli ufficiali della commissione tedesca scelsero un compromesso, una bocca da fuoco della Rheinmetall, incavalcata su affusto Krupp. Questo avvenne nel 1933, anno cruciale per l'arrivo al potere di Hitler.
Nel tempo, questa artiglieria cambiò leggermente. I primi complessi erano scomponibili in 2 carichi, ippotrainati. Quando però arrivarono i semicingolati in servizio, venne prodotta una versione trainabile su strada in un unico carico.
La struttura di questa artiglieria era robusta e affidabile, con una bocca da fuoco in un affusto basso e compatto, ruote in acciaio stampato con fori di alleggerimento, mentre il congegno di recupero idropneumatico era sopra la bocca da fuoco in un unico elemento coassiale. Sebbene definito un obice, esso aveva nondimeno un alzo ridotto a +45 gradi, insufficiente per la definizione di obice, che restava relegata alla presenza di 6 cariche di lancio per variare la gittata a parità di alzo.

## Sviluppi

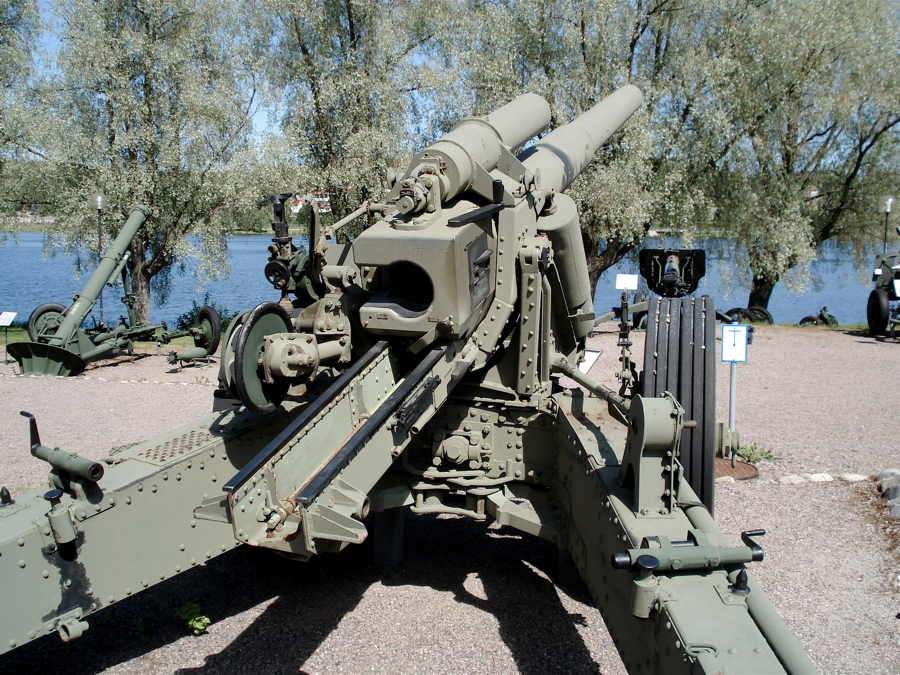
Vista posteriore di un esemplare esposto al Museo di Hameenlinna, in Finlandia

In servizio queste armi si dimostrarono formidabili pezzi di artiglieria divisionale, mentre altre nazioni (ad esempio l'Italia) avevano per ruoli analoghi solo cannoni da 75 mm e obsoleti obici da 100-105mm. La granata da 43,5 kg aveva un effetto potente anche su fortificazioni robuste.
Durante l'invasione dell'URSS, nel 1941, i tedeschi si accorsero che le loro artiglierie erano dotate di una gittata inferiore rispetto a quella delle omologhe sovietiche, ed erano anche inferiori in mobilità dato il peso elevato e le ruote prive di pneumatici (sui cerchioni vi era solo uno strato gommato).
Si cercò di rimediare, con l'aumento di cariche di lancio, da 6 a 8, ma questo comportò sforzi eccessivi per l'affusto, logorio della bocca da fuoco e un modesto miglioramento delle prestazioni. Alcuni esemplari ebbero un freno di bocca, come le armi russe, ma con poco successo, tanto che pochi furono i SFH 18 (M) 15 cm.
Fu successivamente introdotto un nuovo tipo di proiettile, il "15 cm R. Gr. 19 FES" il primo proiettile assistito a razzo sparabile da una comune bocca di fuoco, che permetteva una gittata di 18200 m, simili ai cannoni russi di questo tipo.
Un modo per migliorare la possibilità di azione dell'obice venne concepito in maniera ben più radicale che con qualche artificio per aumentare la gittata. Esso venne sistemato sullo scafo del carro PzKw IV, dando origine all'Hummel, uno dei primissimi semoventi di artiglieria pesante. Questi mezzi erano dotati di una sovrastruttura corazzata assai leggera, senza tetto, ma con una mobilità elevata rispetto alle versioni trainate. Esso era portato assieme a 18 proiettili di riserva, un buon numero, ma insufficiente per il fuoco prolungato, per cui vennero approntati portamunizioni sullo stesso scafo, per seguire le batterie sul terreno più difficile. Essi avevano lo stesso scafo base. Solo pochi Hummel vennero preparati, e servirono esclusivamente in divisioni corazzate.
Un altro modo di migliorare le possibilità d'azione dell'obice era quello di farlo volare: gli enormi motoalianti Me 323 potevano portarne uno, con tanto di trattore semicingolato.
Alcuni vennero forniti ad alleati, per esempio agli Italiani, che lo ridenominarono "obice da 149/28". Il Regio Esercito aveva adottato l'obice 149/19 Mod. 1937, sensibilmente più avanzato (a fronte di un peso minore di 500 kg e di una canna molto più corta, sparava fino a oltre 15 km, cioè 2 km in più rispetto al pezzo tedesco), ma soprattutto realizzato con molti anni di ritardo, tanto che esso non entrò in servizio in quantità importanti fino al 1942. Per compensare tale carenza dell'artiglieria d'armata, nel 1941 furono ordinati in Germania 62 sFH18: 38 pezzi vennero assegnati all'8º Raggruppamento (CXXXI e CXLVII Gruppo) in Africa e 24 esemplari ai gruppi XXIV e L, aggregati all'ARMIR.